# ایگل‌ویو (پنسیلوانیا)
ایگل‌ویو (به انگلیسی: Eagleview) یک منطقهٔ مسکونی در ایالات متحده آمریکا است که در شهرستان چستر، پنسیلوانیا واقع شده‌است. ایگل‌ویو ۳٫۵ کیلومتر مربع مساحت و ۱٬۶۴۴ نفر جمعیت دارد و ۱۳۷٫۱۶ متر بالاتر از سطح دریا واقع شده‌است.